# Фель (Рейнланд-Пфальц)
Фель (нім. Fell) — громада в Німеччині, розташована в землі Рейнланд-Пфальц. Входить до складу району Трір-Саарбург. Складова частина об'єднання громад Швайх.
Площа — 15,73 км2. Населення становить 2468 ос. (станом на 31 грудня 2020).